# Wounded (Enchant)
Wounded è il secondo album in studio del gruppo musicale statunitense Enchant, pubblicato nel 1996 dalla Magna Carta Records.
L'album è stato ristampato nel 2002 in edizione speciale assieme al successivo Time Lost dalla Inside Out Music.

## Tracce
1. Below Zero – 6:07
2. Fade 2 Grey – 8:10
3. Pure – 7:17
4. Broken – 7:44
5. Hostile World – 6:29
6. Look Away – 6:40
7. Armour – 6:57
8. Distractions – 7:27
9. Missing – 6:36

Tracce bonus nella riedizione del 2002
1. Fade 2 Gray (Demo)
2. Pure (Acoustic Version)

## Formazione
- Ted Leonard – voce
- Douglas A Ott – chitarra, tastiera (tracce 1, 4 e 9)
- Ed Platt – basso
- Michael "Benignus" Geimer – tastiere
- Paul Craddick – batteria, tastiera aggiuntiva (traccia 4)
- Phil Bennet – tastiera (tracce 1 e 9)